# 手をつないでいて
「手をつないでいて」（てをつないでいて）は、薬師丸ひろ子通算14枚目のシングル。1990年5月9日発売。発売元は東芝EMI（現・ユニバーサルミュージック）。

## 概要
アルバム『Heart's Delivery』（1990年3月28日発売、1997年11月19日に再発売）からのリカット・シングル。表題曲は、TBS系『世界・ふしぎ発見!』エンディング・テーマとして使用された。なお、カップリング曲はオリジナル・アルバムには未収録。
オリコンチャートの登場週数は4週、チャート最高順位は週間35位、累計2.1万枚のセールスを記録した。
「手をつないでいて」も収録されたVHS『Heart's Delivery』（1990年4月28日のBunkamura・オーチャードホール公演を収録）が同年6月に発売され、2007年3月14日にはDVD化された。

## 収録曲
1. 手をつないでいて　
作詞: 風堂美起、作曲: 楠瀬誠志郎、編曲: 萩田光男
TBS系列『世界・ふしぎ発見!』エンディング・テーマ
2. 空飛ぶ汽車　
作詞・作曲: 小椋佳、編曲: 武部聡志

## 関連作品
- Heart's Delivery
- GOLDEN☆BEST 薬師丸ひろ子
- 薬師丸ひろ子 TWIN BEST